# Rambla de Montevidéu

A Rambla de Montevidéu é uma larga avenida de mais de 30km de comprimento que costeia o Rio da Prata em Montevidéu, sendo uma importante via de circulação de veículos e de pedestres na capital uruguaia, além de ser atração turística. 
A Rambla, que se estende desde a Cidade Velha até o limite com Ciudad de la Costa, acompanha diversos acidentes geográficos montevideanos, como Punta Carretas e a Ilha das Gaivotas, e ao longo dela se localizam numerosas praias, como Ramirez, Pocitos, Buceo, Malvín e Carrasco. 
Os transeuntes locais costumam passar as tardes de final de semana bebendo mate à beira da praia ou caminhando nos mais de 30km de extensão.
Este ponto turístico também é chamado de Rambla Nações Unidas, e em seus mais de 30km de extensão ela assume diferentes nomes oficiais, como: 
- República de Francia (Cidade Velha)
- Gran Bretaña (Cidade Velha)
- República Argentina (Barrio Sur)
- Presidente Wilson (Parque Rodó)
- Mahatma Gandhi (Punta Carretas)
- República del Perú (Pocitos)
- República de Chile (Buceo)
- O'Higgins (Malvín)
- República de México (Punta Gorda)
- Tomás Berreta (Carrasco)